# Eurygnathus latreillei
Eurygnathus latreillei é uma espécie de insetos coleópteros pertencente à família Carabidae.
A autoridade científica da espécie é Laporte de Castelnau, tendo sido descrita no ano de 1834.
Trata-se de uma espécie presente no território português.